# Tetraroge barbata
Tetraroge barbata är en fiskart som först beskrevs av Cuvier 1829.  Tetraroge barbata ingår i släktet Tetraroge och familjen Tetrarogidae. IUCN kategoriserar arten globalt som livskraftig. Inga underarter finns listade i Catalogue of Life.